# Патриархи Халдейской католической церкви

Список патриархов Халдейской католической церкви.
В 1553 году Юханнан Сулака, избранный частью епископов Ассирийской церкви новым Патриархом, отправился в Рим для заключения унии, что привело к образованию Халдейской католической церкви. Юханнан Сулака был посвящён в патриарший сан 9 апреля 1553 года в Базилике Святого Петра и принял имя Симон (Шимун) VIII, подчёркивая своим номером преемственность от дораскольных Патриархов Вавилона.

## Линия Симона VIII
- Симон VIII (1553—1555)
- Абдишо IV (1555—1570)
- престол вакантен (1570—1572)
- Яхбалла V (1572—1580)
- Симон IX (1580—1600)
- Симон X (1600—1638)
- Симон XI (1638—1656)
- Симон XII (1656—1662)
- Симон XIII (1662—1692)

Симон XIII разорвал унию со Святым Престолом. Он сам и его преемники продолжили быть патриархами Ассирийской церкви Востока.

## Линия Иосифа I
Иосиф I, чья резиденция располагалась в г. Амид (ныне Диярбакыр), вошёл в полное общение со Святым Престолом и был признан новым Патриархом.
- Иосиф I (1681—1696)
- Иосиф II (1696—1713)
- Иосиф III (1713—1757)
- Иосиф IV (1757—1780)
- Иосиф V (1780—1827)

Иосиф V был с 1802 года патриархальным администратором, с 1812 года — апостольским делегатом, никогда не был официально признан Римом в качестве Патриарха. В 1827—1830 годах престол был вакантен.

## Линия Иоанна VIII
Патриаршая кафедра города Алькаш (к северу от Мосула) была старейшей и крупнейшей среди патриарших кафедр Ассирийской церкви Востока. В 1778 году на кафедре произошёл раскол, два кандидата провозгласили себя Патриархами — Илья (Элия) XIII и Иоанн (Йоханнан) VIII, который заявил о желании вступить в общение с Римом. В 1804 году Илья XIII скончался, Иоанн VIII остался единственным кандидатом на пост Патриарха Алькаша. Его просьба о вступлении в общение, была, однако, удовлетворена Святым Престолом лишь в 1830 году; причём кафедра Амида, которую занимал скончавшийся в 1827 году Иосиф V, и кафедра Алькаша были объединены, а Иоанн VIII провозглашён новым Патриархом Халдейской католической церкви. Кафедру новый Патриарх перенёс в Мосул.
- Иоанн VIII (1830 — 1838);
- Николай I (1839 — 1846);
- Иосиф VI Аудо (1847 — 1878);
- Илья Абулйонан (1878 — 1894);
- Абдишо V Хайят (28.10.1894 — 6.11.1899);
- Иосиф VI Эммануэль II Томас (1900 — 1946);
- Иосиф VII Ганима (1946 — 1958) — перенёс кафедру в Багдад;
- Павел II Хейхо (13.12.1958 — 13.04.1989);
- Рафаэль I Бидавид (21.05.1989 — 7.07.2003);
  - епископ Шлемон Вардуни — патриарший местоблюститель в 2003 году;
- Эммануэль III Делли (2003 — 2012).
  - епископ Иаков Исхак — патриарший местоблюститель в 2012 году;
- Луис Рафаэль I Сако (1.02.2013 — по настоящее время).